# Estação Barrancas
A Estação Barrancas é uma das estações do Metrô de Santiago, situada em Santiago, entre a Estação Laguna Sur e a Estação Pudahuel. Faz parte da Linha 5.
Foi inaugurada em 03 de fevereiro de 2011. Localiza-se no cruzamento da Avenida Teniente Cruz com a Avenida General Bonilla. Atende as comunas de Lo Prado e Pudahuel.